# Oukami
L' Oukami est une ancienne région africaine située en actuelle Tanzanie et correspondant à la région de Morogoro. 

## Histoire
Antoine Horner explore la zone en 1866 avec Charles Duparquet. Il y rencontre le monarque local : « L’Oukami est gouverné par un roi ou Kinngarou qui jouit de l’autorité la plus absolue et la plus despotique. Celui que nous visitâmes était un vieillard octogénaire regardé comme le fondateur de ce royaume, et vénéré comme une sorte de divinité par ses sujets, qui dans la langue du pays l’appelaient Mroungou ja Kali, c’est-à-dire Dieu en second. Il avait grand soin d’entretenir son peuple dans ces idées superstitieuses. C’est ainsi qu’il possédait un turban merveilleux, qui selon lui, le rendait invincible dans les combats, et un tabouret non moins merveilleux, qui avait la singulière vertu d’amonceler les nuages et de faire tomber la pluie. Dans sa jeunesse, il s’était rendu célèbre par ses exploits militaires. Il était parvenu à se former un harem qui dépassait celui du sultan de Zanzibar, car on assure que le nombre de ses femmes s’élevait au chiffre de huit cents ».
Henry Morton Stanley en 1873 écrit : « [...] l'Oukami, territoire qui s'étendait jadis au delà de Simbamouenni. Mais ses habitants, on se le rappelle, furent vaincus par les Vouadoé, qui s'emparèrent d'une portion de la province... ».